# Выришальное (Лохвицкий район)
Выришальное (укр. Вирішальне) — село,
Выришальненский сельский совет,
Лохвицкий район,
Полтавская область,
Украина.
Код КОАТУУ — 5322681901. Население по переписи 2001 года составляло 2387 человек.
Является административным центром Виришальненского сельского совета, в который, кроме того, входят сёла
Бешты,
Высокое,
Горки,
Николаевка,
Слюзиха,
Часниковка,
Шкадретов и
Ромашки.

## Географическое положение
Село Выришальное находится в 6-и км от левого берега реки Сула,
на расстоянии в 1 км расположены сёла Бешты и Петровка (Миргородский район),
в 1,5 км от сёл Потоцковщина и Высокое.
По селу протекает пересыхающий ручей с запрудой.
Через село проходит железная дорога, станция Сенча.

## История
- 1886 — дата основания как станция Сенча.
- 1974 — переименовано в посёлок Выришальное.
- 2007 — изменён статус на село.

## Экономика
- Молочно-товарная и свино-товарная фермы.
- Государственное предприятие исследовательское хозяйство «Выришальное» Национальной академии аграрных наук Украины.
- Подразделения Восточного регионального управления ПрАО «Райз-Максимко» (входит в группу «Укрелендфарминг»).
- ООО «Амарант», ЧП «Амарант-транс» (входят в Агропромышленную группу предприятий «Амарант»).
- Газовый промысел по добыче нефти и газа.

## Объекты социальной сферы
- Школа.
- Фельдшерско-акушерский пункт.

## Известные жители и уроженцы
- Иващенко, Анна Михайловна (род. 1926) — Герой Социалистического Труда.